# Synarsis brittanica
Synarsis brittanica är en stekelart som beskrevs av Szelenyi 1936. Synarsis brittanica ingår i släktet Synarsis och familjen pysslingsteklar. Inga underarter finns listade i Catalogue of Life.